# Joaquim Belsa Aldea
Joaquim Belsa Aldea (Barcelona, 5 d'abril de 1929 - Barcelona, 27 de setembre de 2018) Arxivat 2019-04-14 a Wayback Machine. Dissenyador industrial. Cursa estudis de projectes a l'Escola Llotja de Barcelona. Inicia la seva trajectòria com a dibuixant al departament de disseny de Mobles La Fabrica, on descobreix la seva vocació. Posteriorment treballa amb el decorador i antiquari Ferran Povo. A principis dels anys cinquanta realitza, en col·laboració amb el seu germà Jaume, els primers dissenys propis.
Es tracta d'uns llums molt simples, de caràcter funcionalista. Posteriorment realitza el disseny d'una sèrie de mobles, alguns dels quals fins i tot van ser copiats per diferents empreses. Entre el 1956 i el 1961 treballa per a l'empresa Manbar com a dissenyador i interiorista. El 1961 crea l'empresa de mobiliari Aresta. Durant vint-i-cinc anys dissenya mobles per a la fabricació en sèrie i mostra d'aquesta manera el seu interès per la transcendència social de l'objecte d'ús. Va ser membre de la primera junta de l'ADI/FAD i els seus productes han estat guardonats amb diversos Premis Delta (1961, 1963 i 1970).